# Aphaenogaster
Aphaenogaster är ett släkte av myror. Aphaenogaster ingår i familjen myror.

## Bildgalleri

## Dottertaxa tillAphaenogaster, i alfabetisk ordning[1]
- Aphaenogaster albisetosa
- Aphaenogaster annandalei
- Aphaenogaster araneoides
- Aphaenogaster ashmeadi
- Aphaenogaster atlantis
- Aphaenogaster avita
- Aphaenogaster balcanica
- Aphaenogaster barbigula
- Aphaenogaster baronii
- Aphaenogaster beccarii
- Aphaenogaster beesoni
- Aphaenogaster belti
- Aphaenogaster boulderensis
- Aphaenogaster burri
- Aphaenogaster caeciliae
- Aphaenogaster campana
- Aphaenogaster cardenai
- Aphaenogaster cavernicola
- Aphaenogaster cecconii
- Aphaenogaster cockerelli
- Aphaenogaster cristata
- Aphaenogaster crocea
- Aphaenogaster curiosa
- Aphaenogaster dejeani
- Aphaenogaster depilis
- Aphaenogaster depressa
- Aphaenogaster dlusskyi
- Aphaenogaster donisthorpei
- Aphaenogaster dromedaria
- Aphaenogaster dulciniae
- Aphaenogaster ensifera
- Aphaenogaster epirotes
- Aphaenogaster espadaleri
- Aphaenogaster exasperata
- Aphaenogaster fabulosa
- Aphaenogaster fallax
- Aphaenogaster famelica
- Aphaenogaster faureli
- Aphaenogaster feae
- Aphaenogaster festae
- Aphaenogaster finzii
- Aphaenogaster flemingi
- Aphaenogaster floridana
- Aphaenogaster friederichsi
- Aphaenogaster fulva
- Aphaenogaster geei
- Aphaenogaster gemella
- Aphaenogaster georgica
- Aphaenogaster gibbosa
- Aphaenogaster gigantea
- Aphaenogaster gonacantha
- Aphaenogaster haarlovi
- Aphaenogaster hesperia
- Aphaenogaster holtzi
- Aphaenogaster honduriana
- Aphaenogaster huachucana
- Aphaenogaster hunanensis
- Aphaenogaster iberica
- Aphaenogaster inermita
- Aphaenogaster ionia
- Aphaenogaster isekram
- Aphaenogaster italica
- Aphaenogaster januschevi
- Aphaenogaster kervillei
- Aphaenogaster kurdica
- Aphaenogaster laevior
- Aphaenogaster lamellidens
- Aphaenogaster ledouxi
- Aphaenogaster lepida
- Aphaenogaster lesbica
- Aphaenogaster livida
- Aphaenogaster longaeva
- Aphaenogaster longiceps
- Aphaenogaster loriai
- Aphaenogaster lustrans
- Aphaenogaster maculata
- Aphaenogaster maculipes
- Aphaenogaster mariae
- Aphaenogaster mayri
- Aphaenogaster megommata
- Aphaenogaster mersa
- Aphaenogaster messoroides
- Aphaenogaster mexicana
- Aphaenogaster miamiana
- Aphaenogaster miniata
- Aphaenogaster muelleriana
- Aphaenogaster mutica
- Aphaenogaster nadigi
- Aphaenogaster nana
- Aphaenogaster obsidiana
- Aphaenogaster occidentalis
- Aphaenogaster oligocenica
- Aphaenogaster osimensis
- Aphaenogaster ovaticeps
- Aphaenogaster pallescens
- Aphaenogaster pallida
- Aphaenogaster pannonica
- Aphaenogaster patruelis
- Aphaenogaster perplexa
- Aphaenogaster phalangium
- Aphaenogaster phillipsi
- Aphaenogaster picea
- Aphaenogaster picena
- Aphaenogaster poultoni
- Aphaenogaster praedo
- Aphaenogaster praenoda
- Aphaenogaster projectens
- Aphaenogaster punctaticeps
- Aphaenogaster pusilla
- Aphaenogaster pythia
- Aphaenogaster quadrispina
- Aphaenogaster relicta
- Aphaenogaster rhaphidiiceps
- Aphaenogaster rifensis
- Aphaenogaster rothneyi
- Aphaenogaster ruida
- Aphaenogaster rupestris
- Aphaenogaster sagei
- Aphaenogaster saharensis
- Aphaenogaster sangiorgii
- Aphaenogaster sardoa
- Aphaenogaster schmidti
- Aphaenogaster schurri
- Aphaenogaster semipolita
- Aphaenogaster senilis
- Aphaenogaster sicardi
- Aphaenogaster sicula
- Aphaenogaster simonellii
- Aphaenogaster sinensis
- Aphaenogaster smythiesii
- Aphaenogaster sommerfeldti
- Aphaenogaster spinosa
- Aphaenogaster splendida
- Aphaenogaster striativentris
- Aphaenogaster strioloides
- Aphaenogaster subcostata
- Aphaenogaster subterranea
- Aphaenogaster subterraneoides
- Aphaenogaster swammerdami
- Aphaenogaster syriaca
- Aphaenogaster takahashii
- Aphaenogaster tennesseensis
- Aphaenogaster testaceopilosa
- Aphaenogaster texana
- Aphaenogaster theryi
- Aphaenogaster tibetana
- Aphaenogaster tinauti
- Aphaenogaster tipuna
- Aphaenogaster torossiani
- Aphaenogaster treatae
- Aphaenogaster turkestanica
- Aphaenogaster uinta
- Aphaenogaster ujhelyii
- Aphaenogaster vapida
- Aphaenogaster weigoldi
- Aphaenogaster verecunda
- Aphaenogaster weulersseae
- Aphaenogaster wilsoni